# لاوریناس گریگلیس
 لاوریناس گریگلیس (انگلیسی: Laurynas Grigelis؛ زادهٔ ۱۴ اوت ۱۹۹۱) یک تنیس‌باز اهل لیتوانی است.